# Akzessorien
Als Akzessorien (Singular: Akzessorium) oder Begleitminerale bezeichnet man ein oder mehrere Minerale, die die Nebengemengteile bzw. „Übergemengteile“ eines Gesteins bilden. In der Regel beträgt der Anteil aller Akzessorien am jeweiligen Gestein weniger als ein Prozent.
Akzessorien werden bei der Beschreibung von Gesteinen oft mitgenannt, um eine differenzierte Kennzeichnung zu ermöglichen. Gelegentlich sind Akzessorien für die Gesteine auch namengebend und teilweise von wirtschaftlicher Bedeutung.
Wichtige Akzessorien in magmatischen und metamorphen Gesteinen sind unter anderem Apatit, Chromit, Diamant, Ilmenit, Magnetit, Monazit, Titanit, Xenotim und Zirkon. In Sedimenten können beispielsweise Zirkon, Turmalin und Rutil akzessorisch beigemengt sein.